# جنبش محیط زیستی در استرالیا

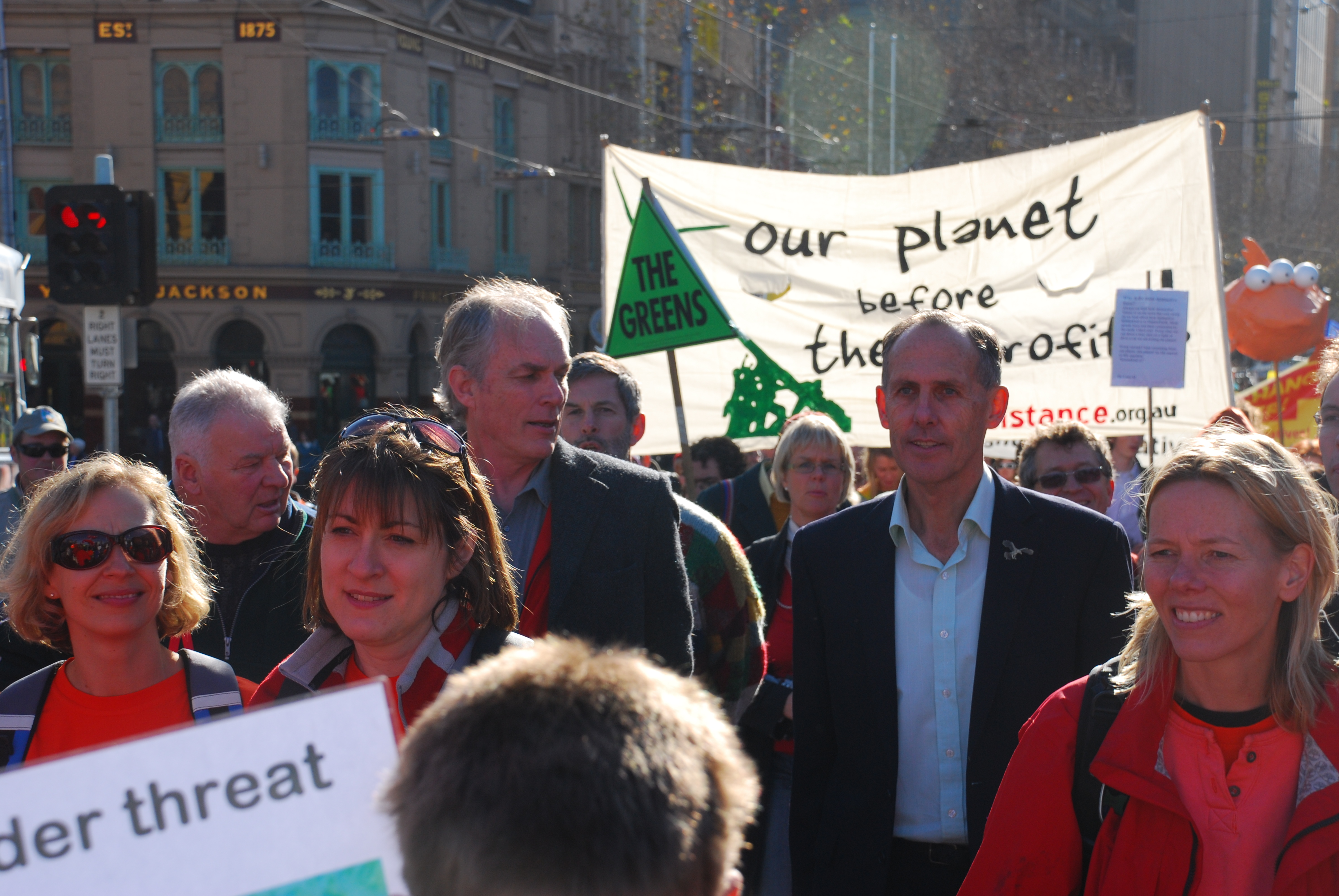
تجمعی در ملبورن علیه تغییرات اقلیمی در ۵ جولای ۲۰۰۸

جنبش محیط زیستی استرالیا این جنبش که در ابتدا به عنوان یک جنبش حفاظت شکل گرفت، نخستین بار در جهان به صورت یک جریان سیاسی سازمان‌یافته درآمد. استرالیا میزبان حزب «گروه تاسمانی متحد» است که به عنوان نخستین حزب سبز جهان شناخته می‌شود.
جنبش زیست‌محیطی توسط مجموعه گسترده‌ای از گروه‌ها نمایندگی می‌شود که گاهی به آن‌ها سازمان مردم‌نهاد (NGO) گفته می‌شود. این سازمان‌ها در سطوح محلی، ملی و بین‌المللی فعالیت دارند. سازمان‌های غیردولتی محیط زیستی از نظر دیدگاه‌های سیاسی و میزان تأثیرگذاری که در سیاست‌گذاری زیست‌محیطی استرالیا و دیگر کشورها دنبال می‌کنند، بسیار متنوع هستند.
امروزه، جنبش محیط زیستی شامل گروه‌های بزرگ ملی و همچنین تعداد زیادی گروه کوچک محلی است که به مسائل و دغدغه‌های زیست‌محیطی خاص منطقه خود می‌پردازند. علاوه بر این، بیش از ۵۰۰۰ گروه «لندکر» در شش ایالت و دو قلمرو اصلی استرالیا فعال هستند. از جمله مسائل زیست‌محیطی مطرح در چارچوب این جنبش می‌توان به حفاظت از جنگل‌ها، تغییرات اقلیمی در استرالیا و مخالفت با فعالیت‌های هسته‌ای اشاره کرد.
در استرالیا، این جنبش از طریق فعالان برجسته محیط زیست استرالیایی مانند باب براون، پیتر گرت، استیو ایروین، تیم فلانری و دیوید فلی، شاهد افزایش محبوبیت بوده است.

## تاریخچه
اولین طبیعت‌گرایان بسیار زود به استرالیا رسیدند. جوزف بنکس، گیاه‌شناس و طبیعت‌گرای برجسته، از اعضای سفر نخست جیمز کوک و همچنین اولین ناوگان بود.
با وجود برخی کشفیات مهم گیاه‌شناسانی مانند جوزف میدن، تشکیل نخستین باشگاه‌های سازمان‌یافته طبیعت‌گرایی تا چندین دهه بعد صورت نگرفت؛ چرا که تخریب سریع زیستگاه‌های بومی و افزایش درک از محیط طبیعی، ضرورت چنین تشکل‌هایی را آشکار ساخت.
باشگاه طبیعت‌گرایان ویکتوریا در سال ۱۸۸۰ تشکیل شد و به دنبال آن، باشگاه طبیعت‌گرایان نیو ساوت ولز و انجمن طبیعت‌گرایان میدانی استرالیای جنوبی تأسیس شدند. سازمان مشابهی نیز در سال ۱۹۰۴ در تاسمانی به وجود آمد.
نخستین نشانه‌های جنبش محیط زیستی در استرالیا همزمان با رشد حرکت طبیعت‌گرایی در آستانه قرن نوزدهم شکل گرفت.

### تغییرات اقلیمی

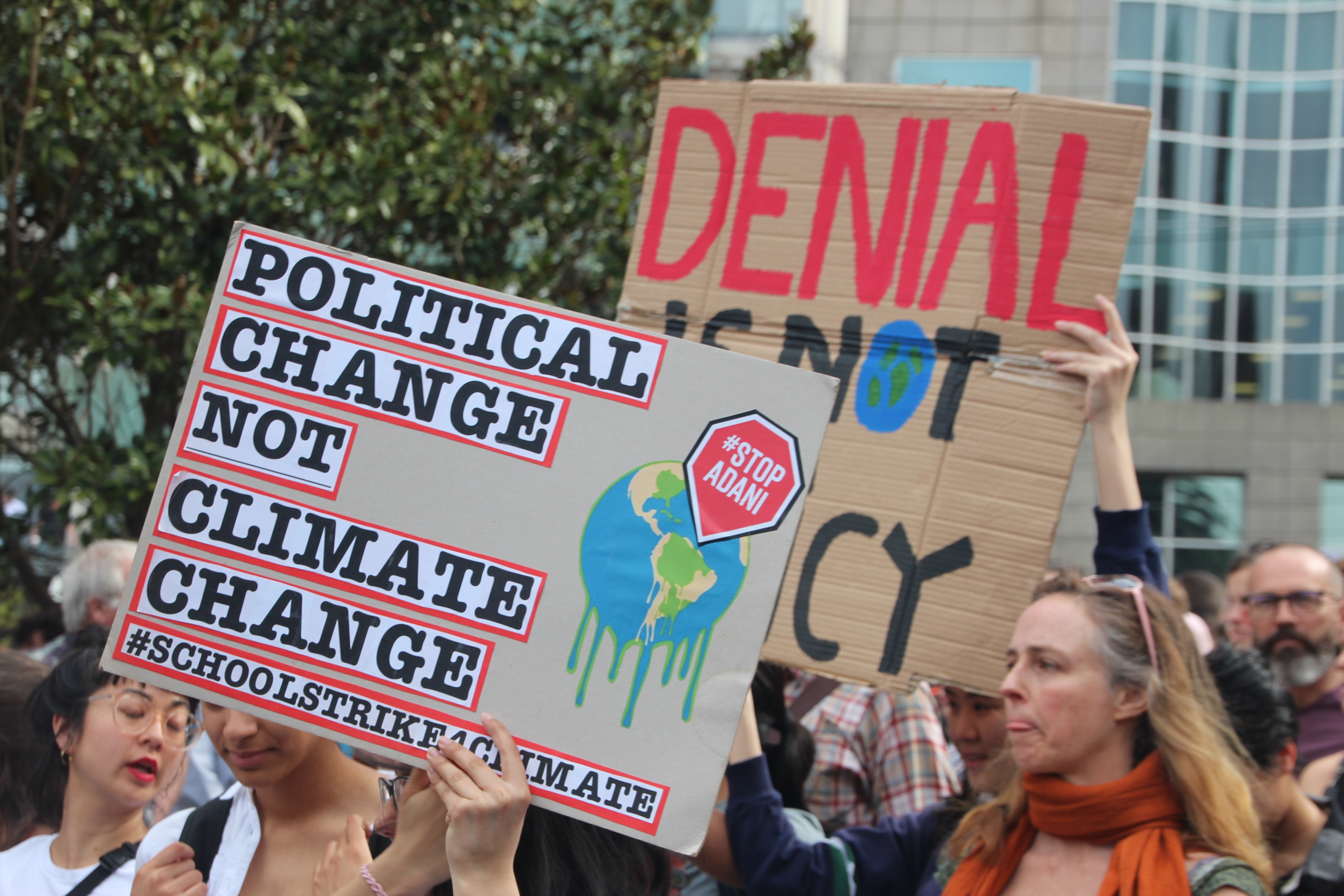
اعتصاب اقلیمی ملبورن، سپتامبر ۲۰۱۹

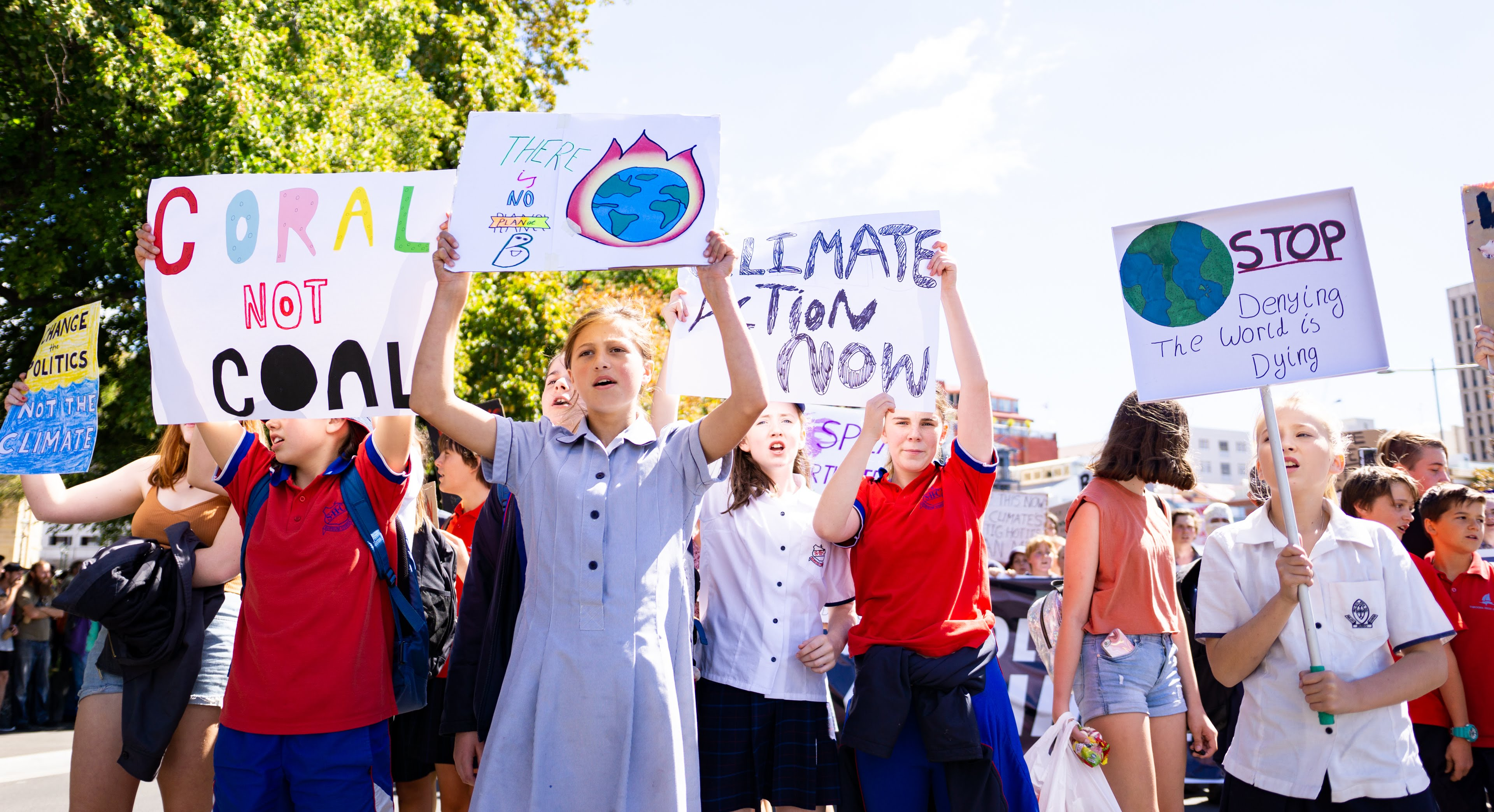
معترضان در اعتصاب مدارس سال ۲۰۱۹ برای تغییرات اقلیمی در هوبارت.

نگرانی فزاینده در استرالیا در مورد تغییرات اقلیمی در سال ۲۰۰۶ به اوج خود رسید، که عمدتاً در واکنش به کتاب «یک حقیقت ناخوشایند» نوشته ال گور، فعال تغییرات اقلیمی، بود و بار دیگر مسائل زیست‌محیطی را در صدر توجه قرار داد. دولت هاوارد با امتناع از به رسمیت شناختن پیمان کیوتو و پیشبرد موضع قویاً طرفدار انرژی هسته‌ای، جنبش محیط زیست را برانگیخت. علاوه بر این، هاوارد با امتناع از ملاقات با گور در طول سفرش به استرالیا، جنجال آفرید. در مقابل، کوین راد، رهبر مخالفان، تغییرات اقلیمی را «بزرگ‌ترین چالش اخلاقی، اقتصادی و اجتماعی زمان ما» اعلام کرد و خواستار کاهش ۶۰ درصدی انتشار گازهای گلخانه‌ای تا قبل از سال ۲۰۵۰ شد.